# LRAU
LRAU (span. Ley Reguladora de la Actividad Urbanística, valencian.  Llei Reguladora de l'Activitat Urbanística) war das Landerschließungsgesetz der autonomen Gemeinschaft Valencia und regelte seit 1994 die Landerschließung in der autonomen Gemeinschaft Valencia.
LRAU galt als sehr umstritten, da man die Rechte der Grundstückseigentümer nicht gewahrt sah und vielen Grundstückseigentümern in der Comunidad Valencia erhebliche finanzielle Schäden, resultierend aus Enteignungen und überzogenen Erschließungskosten, entstanden.
Nach massiven Protesten von Geschädigten und Bürgerverbänden reagierte die Europäische Kommission und drohte Maßnahmen gegen Spanien an, wenn hier keine Änderungen herbeigeführt würden.
2005 reagierte Valencia dann auf den Druck der Europäischen Kommission. Das Parlament der Gemeinschaft Valencia (Cortes Valencianas) hat ein Gesetzgebungsverfahren zur Änderung der LRAU eingeleitet, um es in Einklang mit den genannten Richtlinien zu bringen.

## Ergebnis
LRAU wurde im Jahr 2005 abgeschafft und durch das neue Gesetz LUV ersetzt. Kritiker behaupten allerdings, das LUV nur einen anderen Namen trägt, allerdings die Belange der Grundstückseigentümer nicht maßvoll verbessert hat.